# Emanuele Tresoldi
Emanuele Tresoldi (Poggio Renatico, 20 novembre 1973) è un allenatore di calcio ed ex calciatore italiano, di ruolo difensore.

## Biografia
Dopo il ritiro, ha vissuto a Gubbio fino al 2017, anno in cui si è trasferito con la famiglia a Hannover, in Germania.
È sposato e ha avuto due figli: Sofia e Nicolò. Quest'ultimo, nato nel 2004, ha intrapreso una carriera da calciatore al pari del padre, e attualmente gioca nell'Hannover 96, con cui ha esordito fra i professionisti nel luglio del 2022.

## Carriera

### Giocatore

#### Club
Cresce calcisticamente nella squadra della propria provincia, la SPAL di Ferrara, che nel 1989 lo porta ad esordire in Serie C2 a 16 anni.
Pur giocando nella quarta divisione del calcio italiano, dal 1990 diventa un punto fermo della Nazionale italiana Under-18 e, dopo la promozione in Serie C1 raggiunta nel 1991, passa direttamente in Serie A con l'Atalanta.
Nella squadra di Bergamo il giovane Tresoldi non trova molto spazio ma riesce comunque ad esordire nel massimo campionato con gli allenatori Bruno Giorgi e Marcello Lippi.
Nel 1993 gioca una stagione in prestito al Ravenna in Serie B, e, nonostante la retrocessione della squadra, viene convocato per la vittoriosa spedizione agli Europei del 1994.
Gioca con una certa continuità in Serie B con l'Atalanta, e una volta raggiunta la promozione nella massima divisione viene prestato a squadre di divisioni inferiori fra cui il Castel di Sangro al secondo anno di Serie B e la stagione 1999-2000 con il Cesena è la sua ultima in Serie B.
Dopo essere rimasto disoccupato nell'estate 2001, accetta la proposta della squadra cinese del Qingdao Hademen, facendo ritorno in Italia al termine della stagione.
Prosegue la sua carriera nelle serie professionistiche minori, concludendo la carriera nell'Eccellenza marchigiana.

#### Nazionale
Con la Nazionale azzurra Under-18 gioca con continuità dal 1990 al 1992. Il suo esordio è datato 21 novembre 1990, e coincide con la sfida contro Malta, vinta per 9 reti a 0.
Nel 1991 realizza la sua prima rete in Nazionale contro la Francia (vittoria per 4 a 2), e nel 1992 realizza le due reti decisive nella vittoria per 2 a 0 contro la Norvegia.
Con la Nazionale Under-21 vince l'Europeo del 1994 senza scendere in campo nelle ultime tre sfide ad eliminazione diretta contro Cecoslovacchia, Francia e Portogallo.
In totale con le Nazionali giovanili ha giocato dal 1990 al 1994 collezionando 29 convocazioni, 24 presenze e 3 gol.

### Allenatore
Nel 2009-2010 ha allenato la Fortitudo Fabriano, squadra che militava nell'Eccellenza Marche, classificandosi al decimo posto. Dalla stagione successiva allena il Real Montecchio,classificandosi settimo sempre nel campionato di Eccellenza delle Marche. Nel 2013 allena il Carbonesca e nel 2016  gli allievi del Bastia Umbra

## Palmarès

### Giocatore

#### Club
- Torneo di Viareggio: 1

Atalanta: 1993

#### Nazionale
- Campionato d'Europa Under-21: 1

Francia 1994